# 아말리아 바티스타
《아말리아 바티스타》(스페인어: Amalia Batista)은 1983년 방영된 멕시코의 텔레노벨라이다.